# Chevrolet Caprice
La Caprice è un'autovettura full-size prodotta dalla Chevrolet dal 1965 al 1996, e dalla Holden dal 1999. Il modello, durante gli anni in cui è stato commercializzato, ha rappresentato la vettura più costosa e lussuosa della gamma delle auto full-size della Chevrolet, che era formata, tra l'altro, da modelli come la Biscayne, la Bel Air e la Impala.

## Il contesto

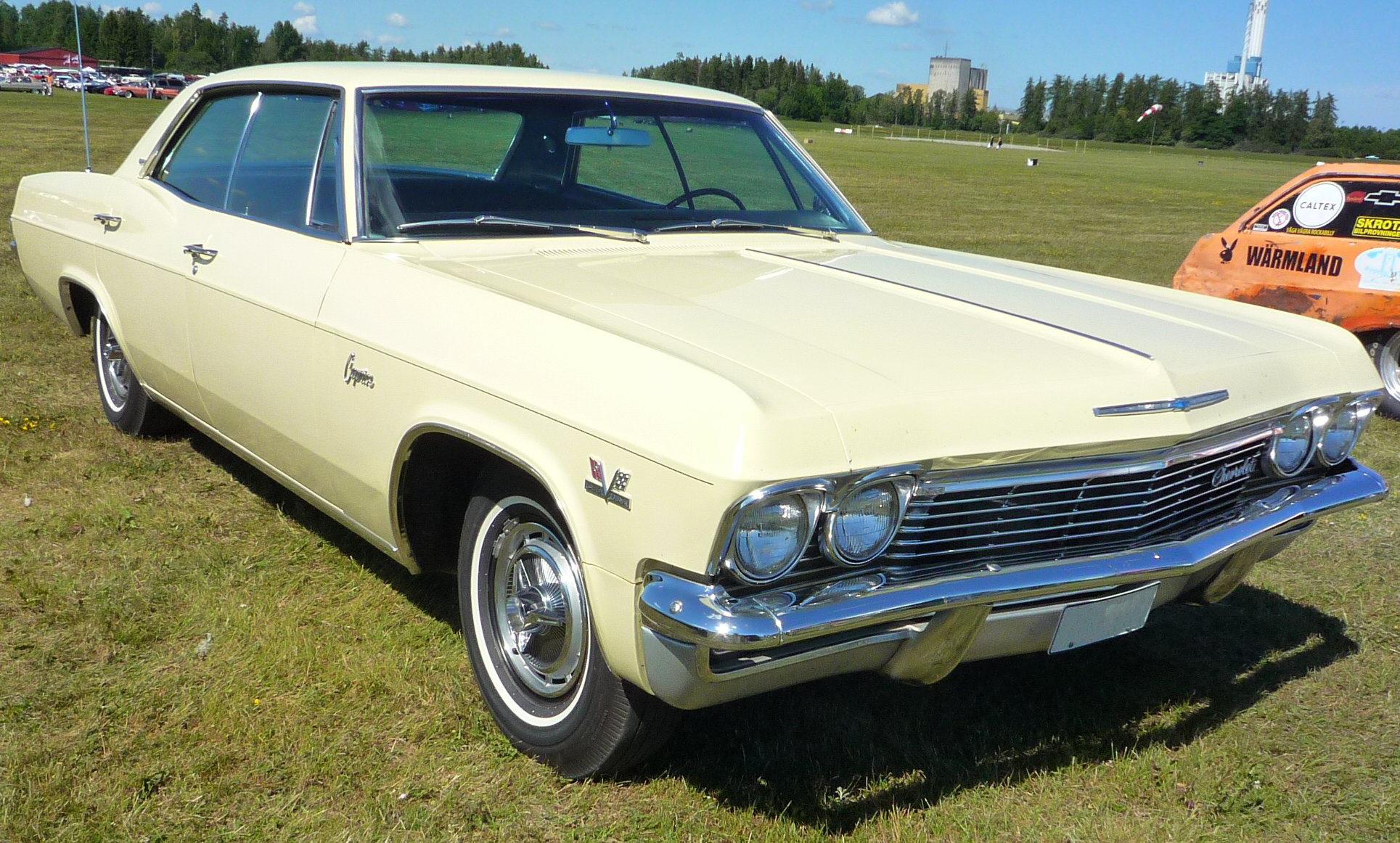
Una Chevrolet Impala Caprice (1965)

Il nome "Caprice" è stato coniato da Bob Lund (che era il direttore delle vendite della Chevrolet dell'epoca), che frequentava, in quegli anni, un omonimo ristorante di New York. Altre fonti citano che il nome derivasse da Caprice Chapman, figlia dell'influente dirigente e ufficiale di gara della serie Indy, James Chapman.
Il Caprice Custom Sedan era inizialmente un allestimento opzionale per la Impala, disponibile solo nel 1965. Fu ben accolto dal mercato, nonostante costasse ben 200 dollari (il prezzo della vettura era infatti 2.742 dollari). Questo allestimento era essenzialmente un pacchetto che forniva al modello un equipaggiamento speciale e delle caratteristiche lussuose, come un telaio più pesante e resistente, delle sospensioni speciali, una calandra specifica, delle modanature laterali (che vennero installate per snellire il corpo vettura), un emblema gigliato sul montante posteriore, strisce adesive in colori coordinati, tendicintura sui pannelli porta, luci di cortesia, copricerchi specifici, oltre che all'emblema ed alla scritta "Caprice", collocati sia sulla parte anteriore che su quella posteriore del veicolo. I copricerchioni erano i medesimi di quelli utilizzati l'anno precedente sulla Super Sport, ma l'emblema "SS" che era posizionato al centro, venne rimpiazzato dal classico logo Chevrolet. Anche la parte posteriore della vettura ricordava quello della Super Sport. Gli interni erano di fattura superiore, ed erano offerti dei tessuti o del vinile di alta qualità, che erano utilizzati per il fodero dei sedili e per i pannelli interni delle porte. Su questi ultimi e sul cruscotto erano presenti degli inserti in noce. Il tettuccio in vinile era offerto come optional. Il motore offerto come base per l'allestimento Caprice era un V8 da 4,6 L. Nel pacchetto non erano compresi motori a sei cilindri in linea. Nel 1965 le vendite di vetture Chevrolet full-size toccarono il picco di 1 milione di esemplari.
Nel 1966 la Caprice diventò un modello a sé stante. Gli esemplari costruiti dal 1971 al 1976 furono le più grandi vetture Chevrolet mai costruite.  La Caprice fu rinominata "Caprice Classic" nel 1973, ma il nome originale tornò ad essere utilizzato nel 1986. I nuovi modelli conseguenti alla revisione del 1977 (che portò al rimpicciolimento delle vetture) e successivi al restyling del 1991, vinsero il premio di "Auto dell'anno" della rivista Motor Trend. La produzione terminò nel 1996.
Dal 1999 delle Holden Caprice/Statesman sono importante in Medio Oriente come "Chevrolet Caprice". Nel 2011 il nome Caprice tornò ad essere utilizzato negli Stati Uniti per modelli destinati alle forze dell'ordine. Queste vetture sono a trazione posteriore e appartengono alla categoria di vetture full-size. Sono in sostanza dei modelli che sono stati oggetto di badge engineering, e che sono derivati dalla Holden Caprice.

## La prima serie: 1966–1970
Nel 1966 la Caprice diventò un modello a sé stante, e andò ad occupare la posizione al top della gamma offerta dalla Chevrolet. Oltre alla berlina, erano offerte una versione hard-top due porte con un tettuccio squadrato, e una nuova versione familiare con fiancate decorate da un rivestimento in finto legno. Quest'ultima caratteristica era comune sulle station wagon dell'epoca. Tutte le vetture versione familiare possedevano dei sedili con rivestimento in vinile.
Erano disponibili solamente motori V8; le cilindrate disponibili erano 4,6 L, 5,0 L, 5,4 L, 5,7 L, 6,5 L, 6,6 L, 7,0 e 7,44 L.
Per quanto riguarda i cambi, la scelta era possibile fra trasmissioni manuali a tre o quattro rapporti, ed automatiche a due o tre velocità.
Erano disponibili, tra gli optional, il cambio automatico, il servosterzo, il tettuccio in vinile e gli pneumatici con le pareti laterali bianche. In genere, i clienti ordinavano per le proprie vetture optional tipo i sedili regolabili elettricamente, l'aria condizionata, i vetri elettrici e un sistema audio stereofonico. Poche Caprice vennero invece ordinate con il cambio manuale, con il motore V8 da 7 L di cilindrata e 425 CV di potenza, e con pochi o nessun accessorio ad azionamento elettrico. Le Caprice particolarmente accessoriate rivaleggiavano con la Cadillac DeVille.
Questa serie di Caprice venne assemblata negli stabilimenti di Atlanta, Arlington, Doraville, Flint, Framingham, Janesville, Lordstown, Los Angeles, Norwood, South Gate, Saint Louis, Tarrytown e Wilmington.

## La seconda serie: 1971–1976

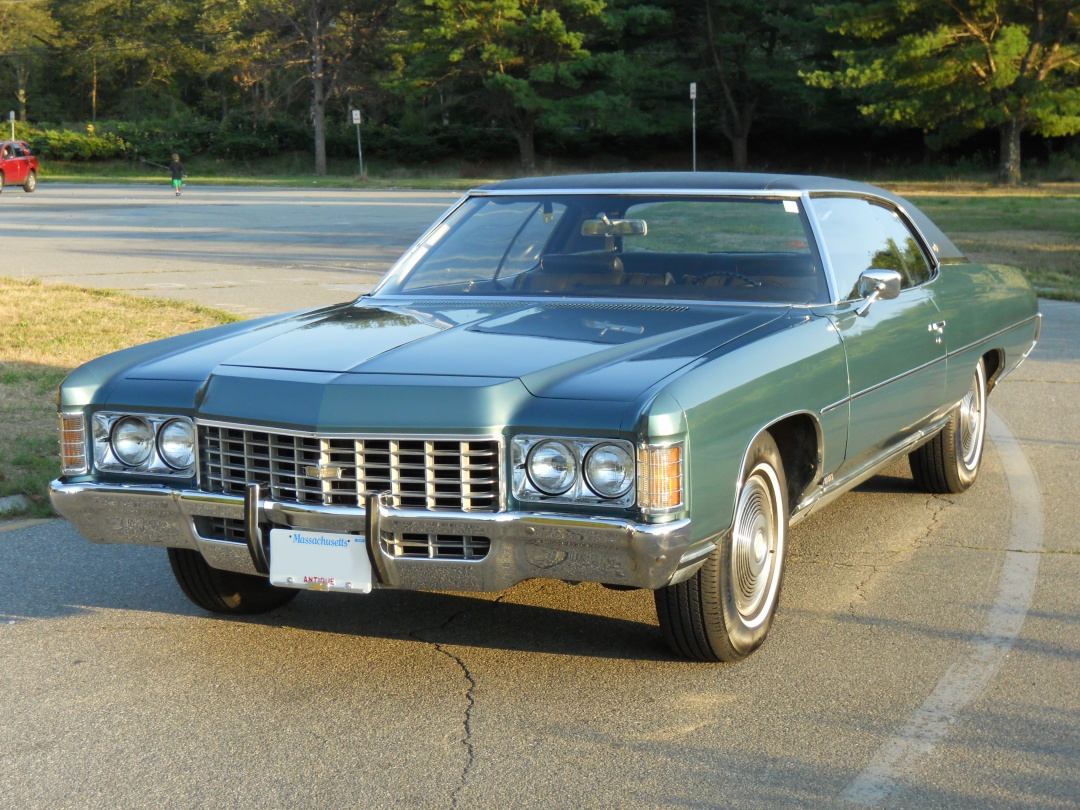
Una Chevrolet Caprice due porte coupé del 1971

Nel 1971 la Caprice fu oggetto di un restyling. Nell'anno in questione, la Caprice si confermò come modello posizionato al top della gamma offerta dalla Chevrolet; sotto di essa, erano presenti la Impala, la Bel Air e la Biscayne. Precedentemente, era l'Impala a ricoprire questo ruolo. Nel 1973 la Caprice fu rinominata "Caprice Classic" , e venne aggiunta all'offerta anche una versione cabriolet. Quest'ultima rimase disponibile per tre model year, prima di venire tolta dal mercato nel 1975 insieme ad altri modelli omologhi del gruppo General Motors come la Oldsmobile Delta 88, la Buick LeSabre e la Pontiac Grand Ville.
Dal 1974 le Caprice due porte presentavano un montante centrale piuttosto sottile, e quindi nell'anno precedente fu commercializzata l'ultima versione hardtop del modello. Venne previsto anche un grande finestrino deflettore posteriore, il cui design era condiviso con quello della Impala Custom Coupe. Nonostante l'uscita di scena delle hardtop, il loro stilema fu conservato sui modelli a quattro porte fino al 1976. Le vendite della Caprice, e degli altri modelli full-size, declinarono velocemente a causa della crisi petrolifera del 1973, che fece diventare prioritario il risparmio energetico anche per le autovetture. Dal 1975, venne offerto come motore di serie il V8 da 5,7 L, che sostituì l'omologo propulsore da 6,6 L. Quest'ultimo ricopriva questo ruolo dal 1971. L'altro propulsore disponibile fu il V8 da 7,4 L. Dalla primavera del 1971 tutte le Caprice ebbero in dotazione, tra l'equipaggiamento di serie, il cambio automatico Turbo-Hydramatic.
Questa serie di Caprice venne assemblata negli stabilimenti di Arlington, Caracas, Oshawa, South Gate e Tarrytown.

## La terza serie: 1977–1990

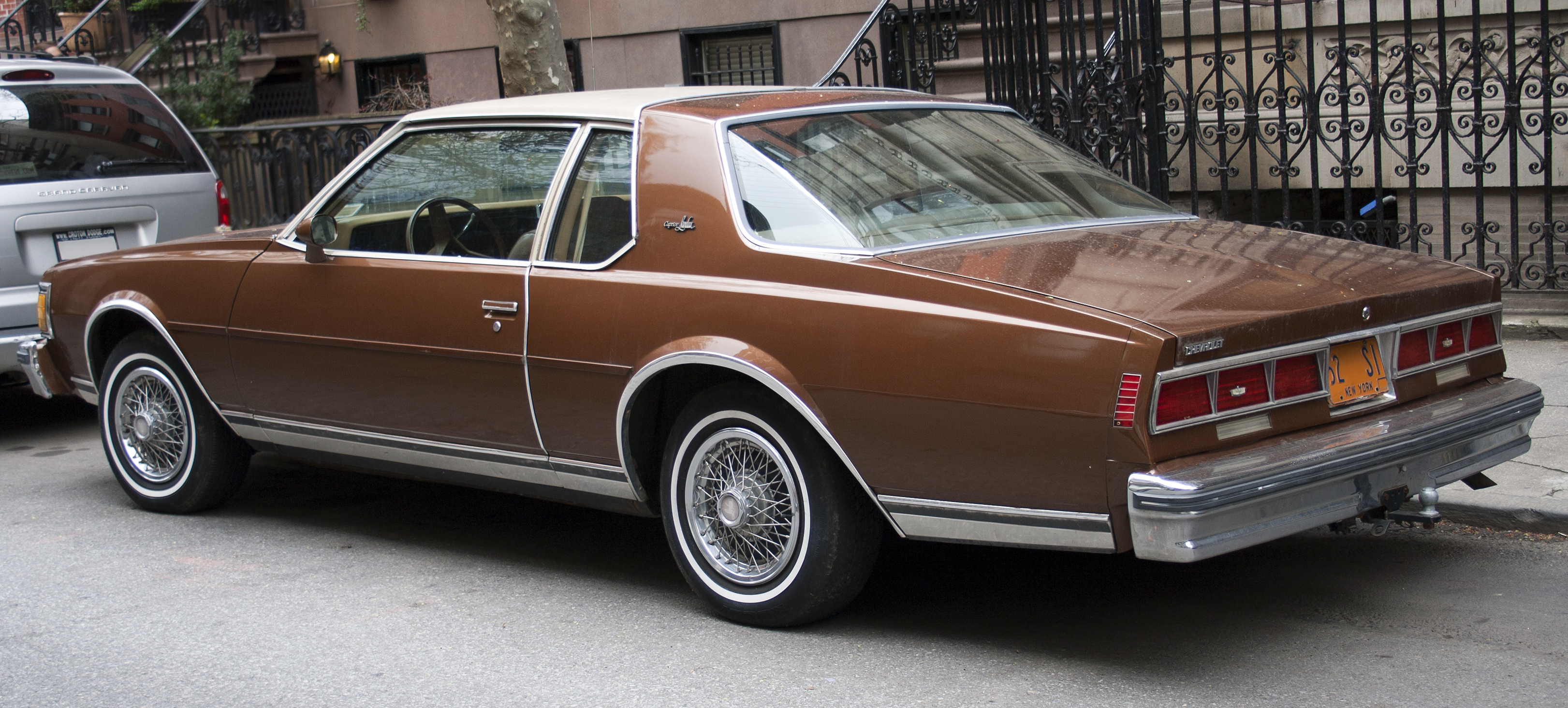
Una Chevrolet Caprice due porte coupé del 1979

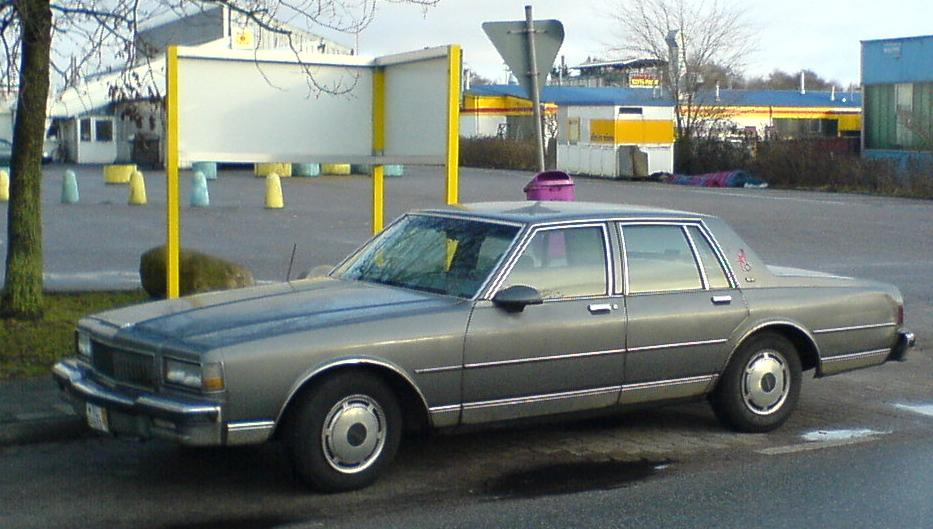
Una Chevrolet Caprice berlina del 1986

Nel 1977 la Caprice fu oggetto di un nuovo restyling, e nell'occasione il modello venne rimpicciolito. Due anni dopo anche la Ford percorse la medesima strada, e rimpicciolì la LTD. Il nuovo pianale che conseguì dal restyling del 1977 fu mantenuto fino al 1996. La nuova carrozzeria fu talmente apprezzata dal pubblico, che nei primi due anni di produzione vennero venduti circa 1.000.000 esemplari di Impala/Caprice. Ciò fu importante perché, tra i modelli omologhi del gruppo General Motors, il secondo posto era occupato dalla Oldsmobile con le Delta 88/Ninety-Eight, che toccarono i 400.000 esemplari venduti. Al terzo posto era posizionata la Pontiac, che vendette 100.000 Pontiac Bonneville/Catalina. Ciò portò la General Motors a togliere dal mercato, nel 1981, la Catalina, ed a riconfigurare la Pontiac Bonneville in una berlina di fascia media basata sul pianale della Malibu. Le berline full-size della Pontiac tornarono in auge grazie alla Pontiac Parisienne, che era in sostanza una Caprice avente una calandra con motivo "a ringhiera" e luci posteriori a sviluppo orizzontale (entrambi erano tipici della Pontiac Grand Prix), abbinati ad interni di livello superiore (mutuati invece dalla Oldsmobile Delta 88). Queste auto erano così simili, che condividevano lo stesso cruscotto, sebbene il volante fosse differente. Quasi tutte le familiari ed alcune berline avevano installato un motore Oldsmobile da 5 L, mentre le restanti Chevrolet berline ed alcune Cadillac montavano un propulsore Chevrolet della stessa cubatura, oppure un motore V8 da 5,7 L. Questi modelli erano inizialmente offerti solo in Canada e spediti negli Stati Uniti quando i concessionari Pontiac si lamentavano della mancanza di una vettura di fascia alta per i loro clienti più tradizionalisti.
Nel periodo in cui questa serie fu commercializzata, i restyling più importanti vennero eseguiti nel 1980 e nel 1986. La vettura venne offerta in versione berlina quattro porte, coupé due porte e familiare quattro porte. Quest'ultima era disponibile sia nella versione con due file di sedili che in quella con tre. Nel 1985 il cruscotto in finto legno venne sostituito da un cruscotto in simil metallo. La Impala fu tolta temporaneamente dal mercato nel 1985, e venne sostituita da una versione economica della Caprice. Nello stesso anno venne introdotta la nuova Caprice Classic Brougham. Era caratterizzata da interni più lussuosi di quelli della Caprice standard, e possedeva una panchetta imbottita, rivestita in velluto e frazionabile secondo la proporzione 55/45. Nel 1986 il nome del modello tornò ad essere semplicemente "Caprice". Nel 1973 infatti la vettura venne rinominata "Caprice Classic". Nel 1987 fu disponibile il pacchetto "LS". Esso era offerto per la Caprice Classic Brougham, e comprendeva un tettuccio in vinile e degli interni ancora più lussuosi, disponibili in tessuto oppure in pelle.
Con il downsizing del 1977, la Chevrolet, e di conseguenza la Caprice, conquistò grosse quote del mercato delle auto della polizia dopo che la Chrysler (che dominava precedentemente il mercato citato) convertì nel 1979 i propri stabilimenti che producevano i motori big-block, e grazie all'equipaggiamento 9C1. Nei tardi anni ottanta  la Chevrolet deteneva il 60% del mercato in questione, ed i suoi concorrenti maggiori erano la Dodge Diplomat e la Plymouth Gran Fury. Negli anni novanta la percentuale salì all'80 % grazie all'uscita dal mercato delle berline Dodge/Plymouth nel 1989. In questo periodo la Caprice e la Impala furono anche le vetture preferite per le compagnie di taxi. La Chevrolet iniziò a cedere quote di mercato nel campo delle auto della polizia dopo il restyling della Ford Crown Victoria del 1992.
Erano disponibili due cambi, entrambi automatici. Uno era a tre rapporti, mentre l'altro a quattro. I motori offerti furono il sei cilindri in linea da 4,1 L di cilindrata, i V6 da 3.8 L e 4,3 L, ed i V8 da 4,4 L, 5,0 L e 5,7 L.
Questa serie di Caprice venne assemblata negli stabilimenti di Kansas City, Arlington, Flint, Janesville, South Gate, Oshawa, Detroit, Caracas, Lakewood e Wilmington.

## La quarta serie: 1991-1996

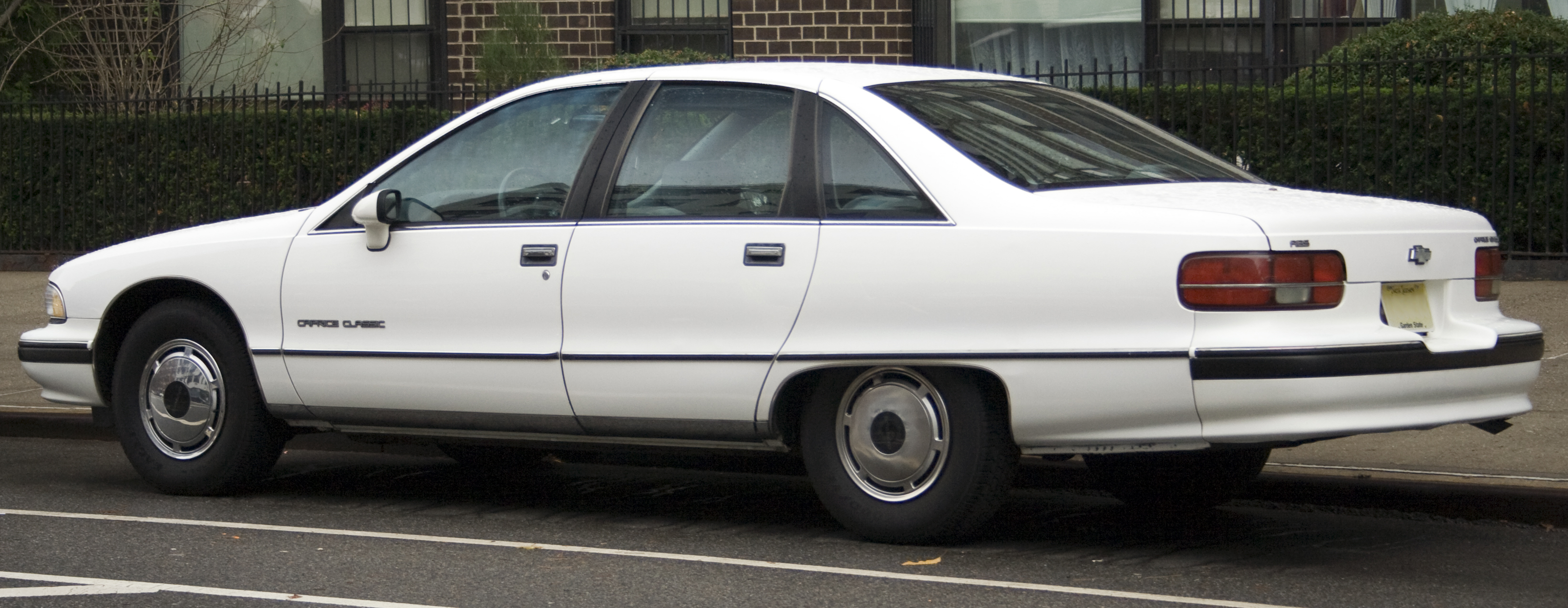
Una Chevrolet Caprice del 1991

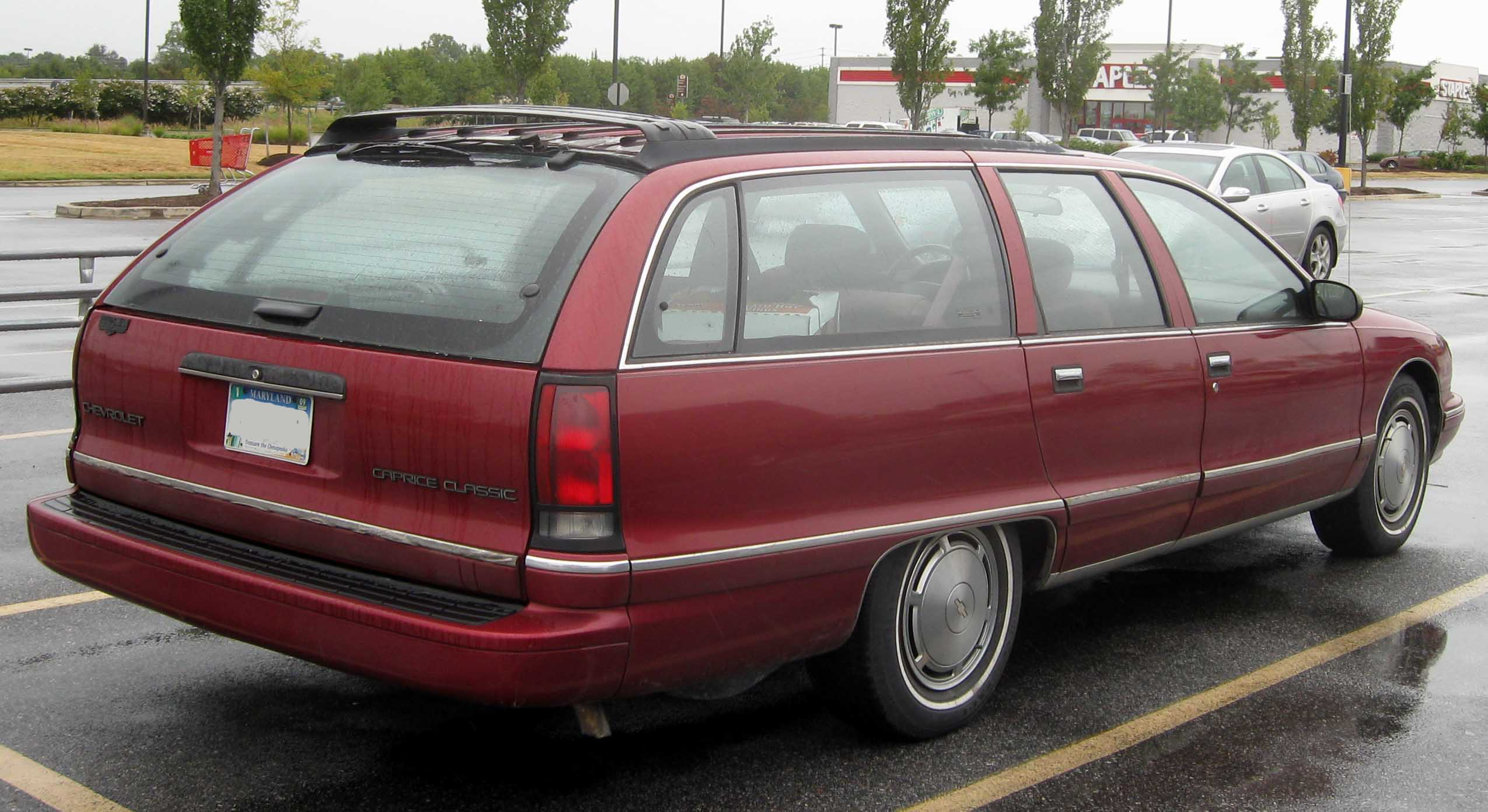
Una Chevrolet Caprice versione familiare

Nel 1991 il modello fu oggetto di un profondo restyling, che portò alla sostituzione della linea squadrata della precedente generazione. Ora l'aspetto era più aerodinamico, sebbene il telaio e molti altri componenti fossero stati ereditati dalla serie precedente. Il nuovo design venne influenzato dal successo della Ford Taurus, che era caratterizzato da uno stile ovoidale. Poiché la Caprice era una vettura di grandi dimensioni, la General Motors sperò che tornasse di nuovo in auge la tendenza verso le forme più aerodinamiche, facendo sì che il modello diventasse una delle vetture di riferimento del ceto medio-alto.
La nuova linea della Caprice non venne accolta positivamente (parte della stampa la criticò, definendo la vettura "balena spiaggiata" o "vasca rovesciata"), e quindi nel 1993 ci fu una revisione. Vennero tolte, ad esempio, le carenature alle ruote posteriori. Ciò fu applicato solamente alle berline; le familiari conservarono invece queste carenature fino alla fine della produzione della serie. Nel 1995 venne rivisto leggermente il montante posteriore.
Nel 1994 la Chevrolet lanciò nuovamente sul mercato la Impala SS. Questa vettura era la versione aggiornata della Caprice 9C1, ed aveva in dotazione un calandra speciale, uno spoiler, un nuovo disegno del montante posteriore e dei nuovi cerchioni in lega.
Gli interni della Caprice furono oggetto di un restyling per riadattarsi alla reintroduzione della Impala. Il volante, il tachimetro e la consolle vennero ereditati dalla Camaro. I finestrini deflettori posteriori vennero ridisegnati, e furono installati nuovi specchietti retrovisori.
Durante il periodo in cui la Impala SS fu in produzione, la Caprice 9C1 aveva anche installato il motore LT-1, e diventò una delle auto della polizia più veloci e più popolari dell'epoca. Uno degli avvenimenti più famosi, fu la vittoria in una gara contro una Ford Mustang SS4, che aveva installato un motore V8 da 4,6 L. La Caprice 9C1 divenne una delle più apprezzate vetture presso molti dipartimenti di polizia, tanto che alcune aziende di accessori fecero affari d'oro nella produzione di ricambi anche dopo che la General Motors tolse di produzione il modello.
Era disponibile un solo tipo di cambio, automatico a quattro rapporti. I motori offerti erano solamente V8 e furono l’L99 da 4,3 L di cilindrata, i’L03 da 5 L, l’L05 da 5,7 L ed ’LT1 da 5,7 L.
La nuova serie della Caprice non fu ben accolta dal mercato, ed uscì di produzione nel 1996. Uno dei motivi fu la crescita delle vendite della più piccola Chevrolet Lumina, soprattutto negli allestimenti più lussuosi. Un'altra causa fu la crisi finanziaria che stava attraversando la General Motors in quegli anni. Nel 1997 la Caprice fu sostituita dalla Lumina LTZ.
Questa serie di Caprice venne assemblata negli stabilimenti Arlington e Ypsilanti.

## La quinta serie: 1999–2006

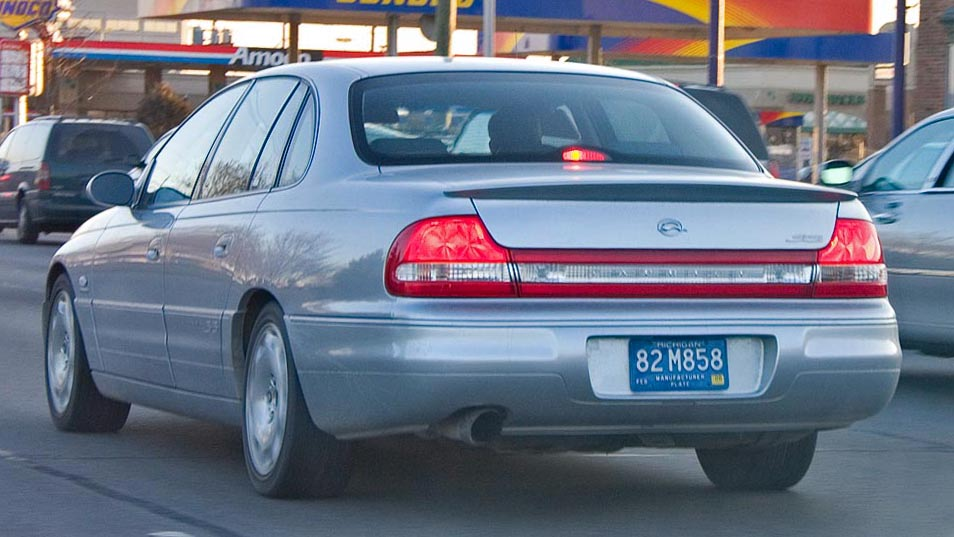
Una Chevrolet Caprice del 1999/2003

Dato che in Medio Oriente c'è una forte domanda di grandi berline a trazione posteriore, il gruppo General Motors ha commercializzato in questi paesi la Holden Caprice (la grande berlina costruita in Australia sulla base della Opel Omega) con il nome "Chevrolet Caprice". Da un punto di vista tecnico essa è una Holden Caprice sottoposta a badge engineering, non ha quindi nulla a che fare con le Caprice americane.

## La sesta serie: 2006–2017

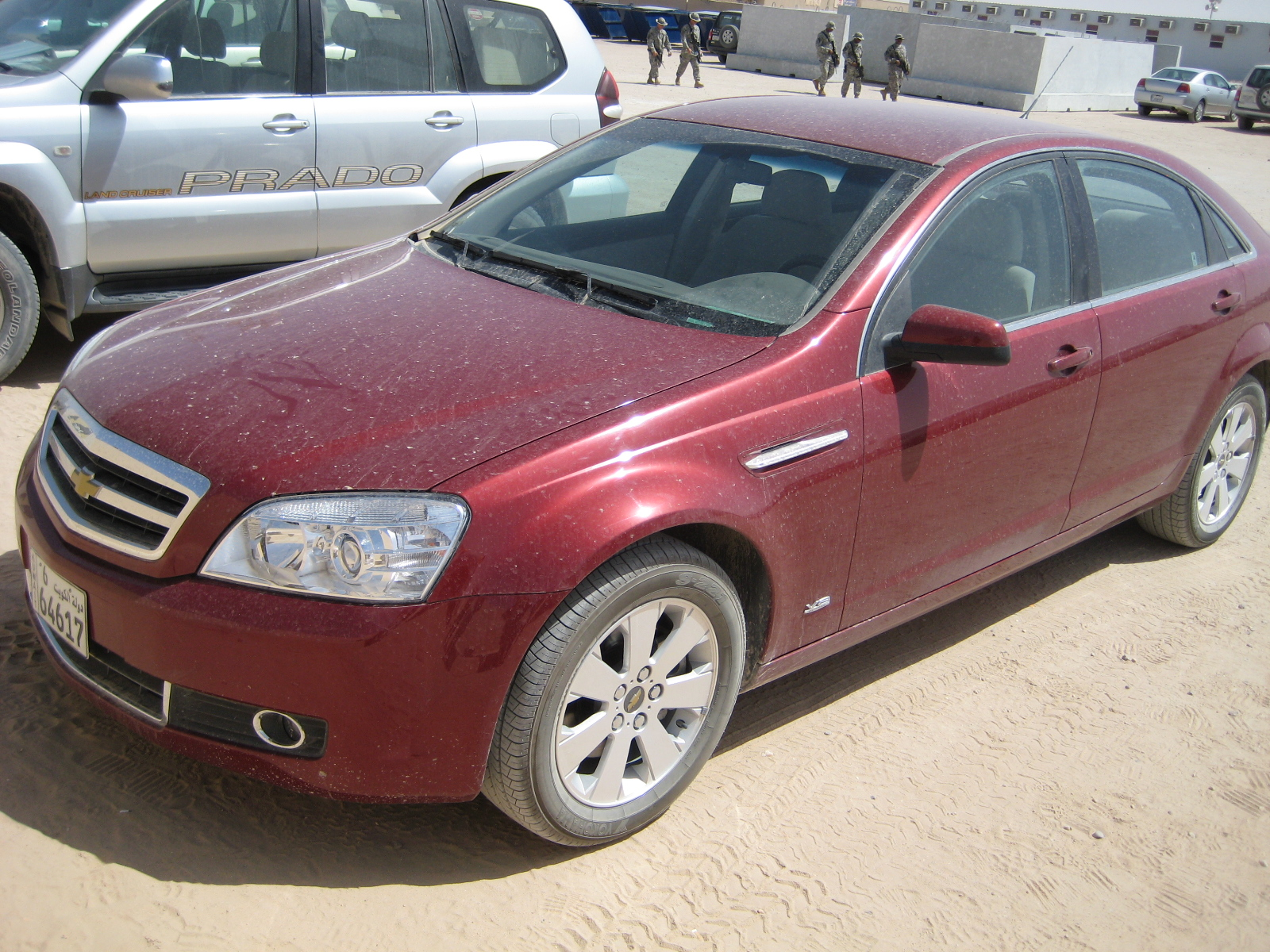
Una Chevrolet Caprice del 2008

Nel 2006 la Holden Caprice è stata oggetto di un restyling che ha coinvolto anche la Chevrolet Caprice venduta in Medio Oriente.
Nel 2011 il modello è stato riproposto come veicolo della polizia negli Stati Uniti.

## Riconoscimenti
La Caprice ha vinto due volte il premio "Auto dell'anno" della rivista Motor Trend, nel 1977 e nel 1991. Inoltre, la Caprice Classic è stata nella lista della 10 migliori auto del 1983 stilata dal periodico Car and Driver.